# (23318) Salvadorsanchez
Salvadorsanchez (asteroide n.º 23318) es un asteroide del cinturón principal, a 2,9965784 UA; posee una excentricidad de 0,0627993 y un período orbital de 2 088,25 días (5,72 años).
Tiene una velocidad orbital media de 16,65697867 km/s y una inclinación orbital de 12,12815º.
Este asteroide fue descubierto por Jaime Nomen el 20 de enero de 2001 desde el Observatorio de La Ametlla de Mar en Tarragona, España.